# Albert Whitford
Pour les articles homonymes, voir Whitford.
Albert Edward Whitford (Milton (Wisconsin), Madison (Wisconsin), 22 octobre 1905 – 28 mars 2002) était un astronome américain.
Whitford est né à Milton dans le Wisconsin et étudia au Milton College (en). Il obtint son PhD à l'université du Wisconsin–Madison. Il fut directeur de l'observatoire Washburn de 1948 à 1958 puis de 1958 à 1968 de celui de l'observatoire Lick. Il fut ensuite membre du corps enseignant de l'université de Californie à Santa Cruz et de l'université du Wisconsin–Madison.
Whitford fut un pionnier dans le domaine de la photométrie photoélectrique, améliorant grandement la sensibilité. La courbe de rougissement de Whitford, qui quantifie l'absorption interstellaire de la lumière, fut importante pour cartographier la distribution des étoiles dans la Voie lactée. Il étudia également les étoiles des bulbes galactiques.

## Distinctions et récompenses
- 1986 : Henry Norris Russell Lectureship
- 1996 : Médaille Bruce
- l'astéroïde (2301) Whitford porte son nom.